# Mark Hatfield
Mark Odom Hatfield (Dallas, 1922. július 12. – Portland, 2011. augusztus 7.)  az Amerikai Egyesült Államok szenátora (Oregon, 1967–1997).
A szenátor a portlandi Metropolitan Area Express vasútvillamos Hatfield Government Center megállóhelyének névadója.